# Condado de Medina (Ohio)
O Condado de Medina é um dos 88 condados do Estado americano de Ohio. A sede do condado é Medina, e sua maior cidade é Medina. O condado possui uma área de 1 096 km² (dos quais 4 km² estão cobertos por água), uma população de 151 095 habitantes, e uma densidade populacional de 138 hab/km² (segundo o censo nacional de 2000). O condado foi fundado em 1818.